# Visual Studio Code
Visual Studio Code（简称 VS Code）是一款由微软开发且跨平台的免费源代码编辑器。该软件以扩展的方式支持语法高亮、智能代码补全（又称 IntelliSense）、代码重构功能，并且内置了命令行工具和 Git 版本控制系统。用户可以更改主题和键盘快捷方式实现个性化设置，也可以通过内置的扩展程序商店安装其他扩展以拓展软件功能。
VS Code 使用 Monaco Editor 作為其底層的程式碼編輯器。
Visual Studio Code 的源代码以 MIT許可證在 GitHub 上释出，而可执行文件使用了专门的许可证。
微软在2015年4月29日举办的 Build 2015大会上公布了 Visual Studio Code 的开发计划；同日，其预览版本发布。2015年11月18日，Visual Studio Code 在 GitHub 上開源，同時宣佈將支持擴展功能。2016年4月14日，Visual Studio Code 正式版發佈。
在2019年的 Stack Overflow 组织的开发者調查中，Visual Studio Code 被认为是最受开发者欢迎的开发环境。据调查，87317名受访者中有50.7%的受访者声称正在使用 Visual Studio Code。

## 功能
Visual Studio Code 默认支持非常多的编程语言，包括 JavaScript、TypeScript、CSS 和 HTML；也可以通过下载扩展支持 Python、C/C++、Java 和 Go 在内的其他语言。支持功能包括语法高亮、括号补全、代码折叠和代码片段；对于部分语言，可以使用 IntelliSense。Visual Studio Code 也支持调试 Node.js 程序。和 GitHub 的 Atom一样，Visual Studio Code 也基于 Electron 框架构建。
Visual Studio Code 支持同时打开多个目录，并将信息保存在工作区中以便复用。
作为跨平台的编辑器，Visual Studio Code 允许用户更改文件的代码页、和编程语言。

## 相关事件

### CEC-IDE
2023年6月20日，广东省数字政府科技创新发展论坛在广州市举办，其中发布的数字政府科技产品中包括“（中国）国内首款适配国产操作系统、自主可控的集成开发环境工具CEC-IDE”，根据介绍，CEC-IDE是数字广东公司联合麒麟软件打造的中国“国内首款适配国产操作系统、自主创新的集成开发环境工具”。CEC-IDE提供代码编写、智能辅助、编译调试、版本控制等功能，并有“自建插件市场”。随后，CEC-IDE被指出是将开源项目Visual Studio Code换皮发布，并引发争议，官网和GitHub主页均不可见。8月26日，数字广东发表致歉声明，称是因工作疏忽，缺失MIT协议文件，并认真整改和完善管理机制。